# Franck Mantaux
Franck Mantaux, né le 19 août 1965 à Audincourt (Doubs), est un joueur et un entraîneur français de football. 
Durant sa carrière de joueur, réalisée dans les années 1980 et 1990, il évolue au poste de gardien de but. Il devient, par la suite, entraîneur des gardiens de plusieurs clubs professionnels, notamment le FC Nantes et les Girondins de Bordeaux.

## Biographie
Formé au FC Sochaux-Montbéliard, Franck Mantaux intègre en 1981 l'équipe de France cadets et dispute le Tournoi de Montaigu comme doublure d'Éric Durand. 
Franck Mantaux joue plusieurs années en professionnel, en Division 1, Division 2 et en National. 
Au cours de la saison 96-97, son club de Saint-Brieuc, qui évolue alors en Ligue 2, fait faillite et tous les joueurs se retrouvent au chômage. Franck Mantaux signe alors jusqu’à la fin de la saison au Paris SG, en tant que troisième gardien derrière Bernard Lama et Vincent Fernandez. 
En janvier 2002, il est diplômé du DEF (Diplôme d'entraîneur de football).  
À partir de l'été 2008, il est l'entraîneur des gardiens de l'équipe réserve des Girondins de Bordeaux. Le 30 mars 2011, à la suite du retrait de Dominique Dropsy victime d'une leucémie, Franck Mantaux se voit attribuer en plus l'encadrement des gardiens de l'équipe première girondine. Il occupe ce poste jusqu'en 2017, date à laquelle il n'est pas reconduit par le club girondin. Il est alors recruté par le LOSC Lille, pour s'occuper des gardiens de l'équipe première

## Carrière de joueur
- 1983-1986 :  FC Sochaux
- 1986-1991 :  Stade rennais
- 1991-1993 :  LB Châteauroux
- 1993-1997 :  Stade briochin
- 1997 :  Paris SG[5]

## Carrière d'entraîneur
- 1998-1999 :  LB Châteauroux (gardiens)
- 1999-2000 :  US Saint-Maur
- 2000-2003 :  LB Châteauroux (jeunes)
- 2003-2007 :  FC Nantes (gardiens)
- 2007-2008 :  FC Déols
- 2008-2017 :  Girondins de Bordeaux (gardiens)
- 2017-2018 :  LOSC Lille (gardiens)
- 2023-Aujourd'hui :  EGC Touvent

## Palmarès
- France espoirs
  - Championnat d'Europe de football espoirs 1988 : Vainqueur